# Bertha Lum
Bertha Boynton Lum (1869-1954) est une graveuse américaine connue notamment pour avoir contribué à populariser l'estampe japonaise et chinoise en dehors de l'Asie.

## Biographie

### Enfance et famille
Lum naît en mai 1869, sous le nom de Bertha Boynton Bull, à Tipton, Iowa. Son père était Joseph W. Bull (1841–1923), un avocat, et sa mère était Harriet Ann Boynton (1842–1925), une institutrice. Ses deux parents étaient des artistes amateurs. Lum a une sœur et deux frères, Clara, Carlton et Emerson.

### Formation et carrière
En 1890, Bull est active comme artiste et vit à Duluth. Elle s'inscrit au département de design de l'Art Institute of Chicago en 1895. Quelques années plus tard, elle étudie le vitrail sous la direction d'Anne Weston et fréquente la Frank Holme School of Illustration,. De novembre 1901 à mars 1902, elle étudie la représentation humaine à l'Art Institute of Chicago, et elle est influencée par les techniques japonaises employées par Arthur Wesley Dow dans son livre Composition, publié en 1899.

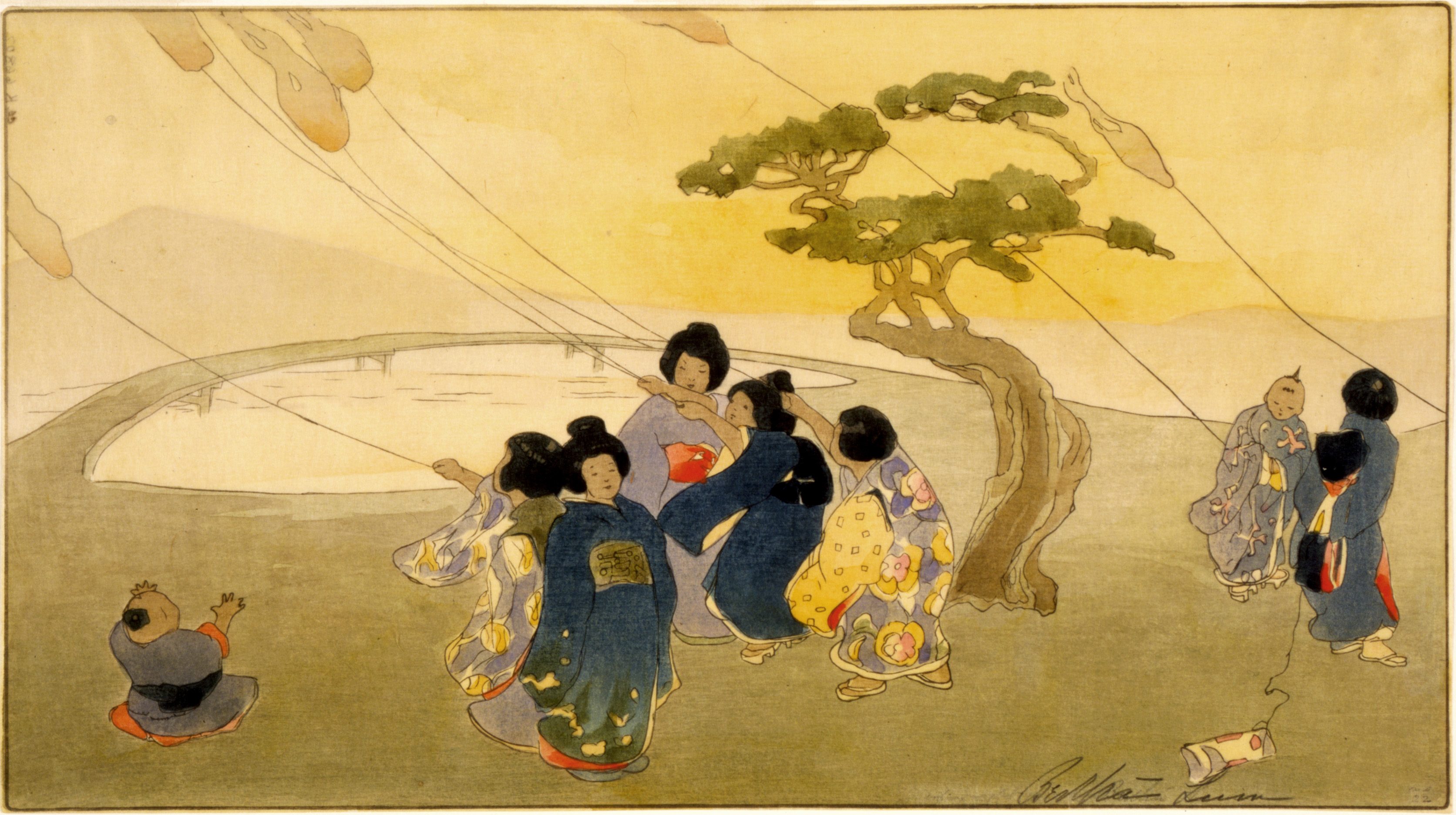
Bertha Boynton Lum, Cerfs-volants, 1913. Gravure sur bois.

Elle épouse Burt F. Lum, un avocat d'affaires de Minneapolis, Minnesota, en 1903. Pour leur lune de miel, ils passent sept semaines au Japon, et elle y recherche un imprimeur capable de lui apprendre la méthode traditionnelle de l'ukiyo-e,. Vers la fin de son séjour, elle trouve une boutique qui reproduit des estampes anciennes. Le magasin lui vend des outils de gravure sur bois qu'elle commence à utiliser à son retour à Minneapolis. Le 23 janvier 1907, elle se rend au Japon pour un séjour de 14 semaines. Avec l'aide d'un professeur de l'Imperial Art School de Tokyo, elle rencontre le graveur Igami Bonkutsu (1875-1933) à Yokohama. Lum travaille avec lui pendant deux mois. Après qu'elle a appris à graver des blocs de bois, Bonkutsu lui présente l'imprimeur Nishimura Kamakichi, avec qui elle travaille pendant quatre semaines,.
Pendant trois ans aux États-Unis, Lum grave des blocs, colore et imprime elle-même son travail. La Society of Arts & Crafts de Boston la nommé maître artisan en 1908. De retour au Japon en 1911 pour six mois, elle embauche des graveurs et des imprimeurs qui travaillent dans sa maison d'hiver à Tokyo,,.
En 1912, Lum est la seule femme artiste à exposer à l'exposition internationale de Tokyo. Elle reçoit une médaille d'argent à l'Exposition internationale Panama-Pacific 1915 pour ses gravures sur bois en couleur. Entre 1915 et 1919, elle fait deux autres voyages au Japon et réalise un grand nombre d'estampes. Elle expose également au Musée d'Art du comté de Los Angeles en 1920, à l'Art Institute of Chicago et à la Chicago Society of Etchers, ainsi qu'à la New York Public Library. Son premier livre illustré, Gods, Goblins, and Ghosts, basé sur ses voyages au Japon, est publié en 1922. La même année, elle s'installe en Chine et commence à apprendre les méthodes chinoises de gravure sur bois.
Pendant la Grande Dépression, Lum gagne sa vie en vendant des gravures et en illustrant des livres, des journaux et des magazines, dont le New York Herald Tribune et Good Housekeeping. La dernière gravure qu'on lui connaît date de 1935 ; son estampe du dieu Daïkoku est publiée dans The Peking Chronicle en décembre 1937. En 1936, elle publie Gangplanks to the East, un recueil de contes populaires asiatiques et d'histoires de ses voyages. Elle organise sa dernière exposition en 1941. La Bibliothèque du Congrès, le Musée des Beaux-Arts de San Francisco, le Smithsonian American Art Museum, et des collections privées possèdent ses œuvres.
Lum était membre de la Société asiatique du Japon, de la California Society of Etchers (maintenant California Society of Printmakers ) et de la Print Makers Society of California.

### Vie privée
Lum a vécu en Californie (San Francisco et Hollywood) de 1917 à 1922 ; elle a alors déménagé à Pékin, en Chine. Pendant les trente années suivantes, elle partage son temps entre la Californie, la Chine et le Japon. Elle a divorcé de Burt Lum dans les années 1920.
En 1953, Lum quitte la Chine et emménage chez sa fille aînée Catherine à Gênes, en Italie. Elle y décède en février 1954.

## Galerie

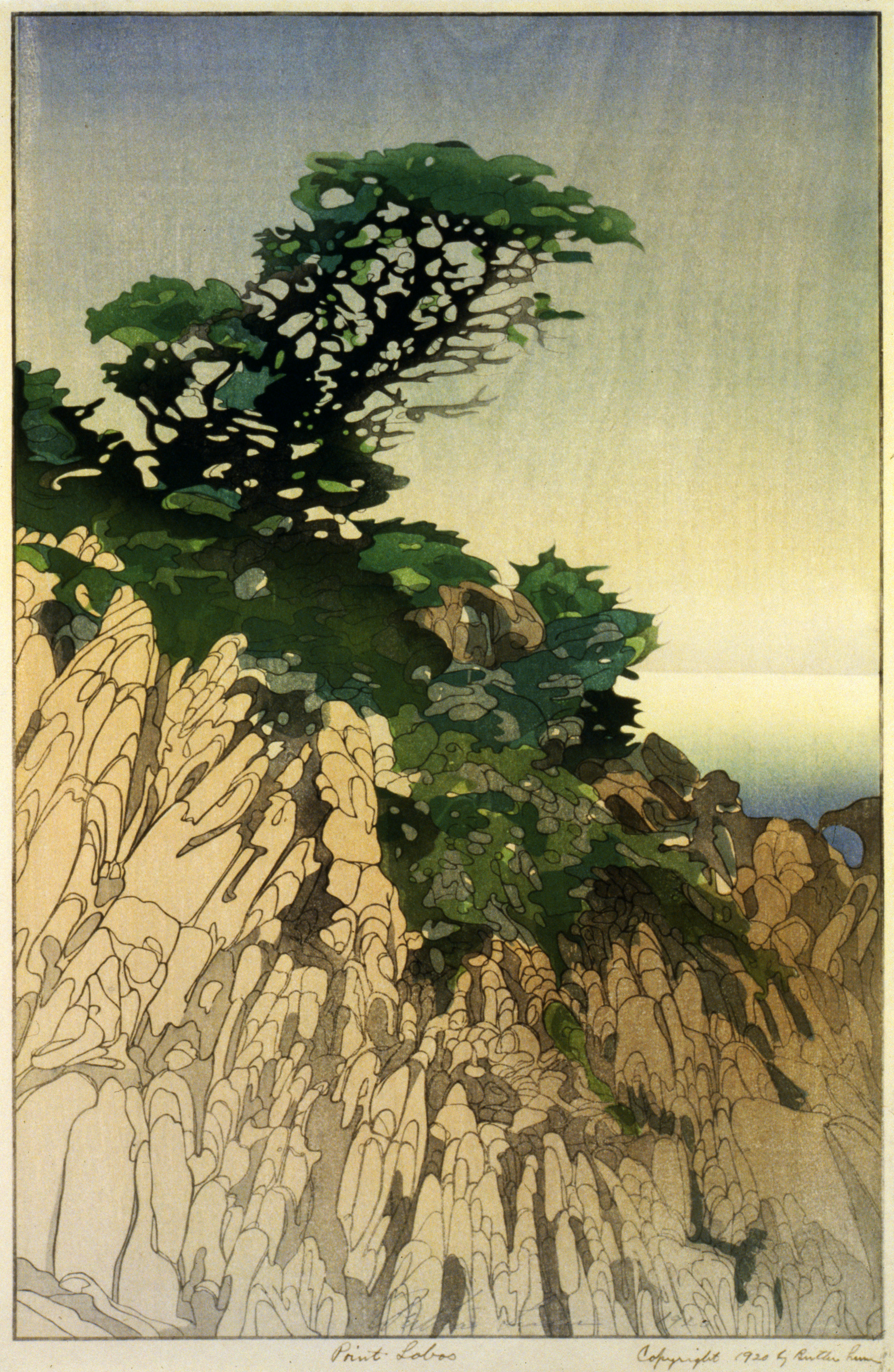
Point Lobos 1920.
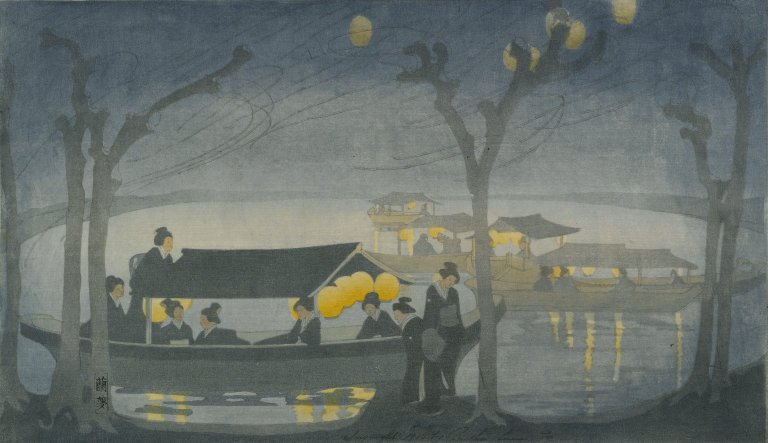
Brooklyn Museum - Sur la rivière.
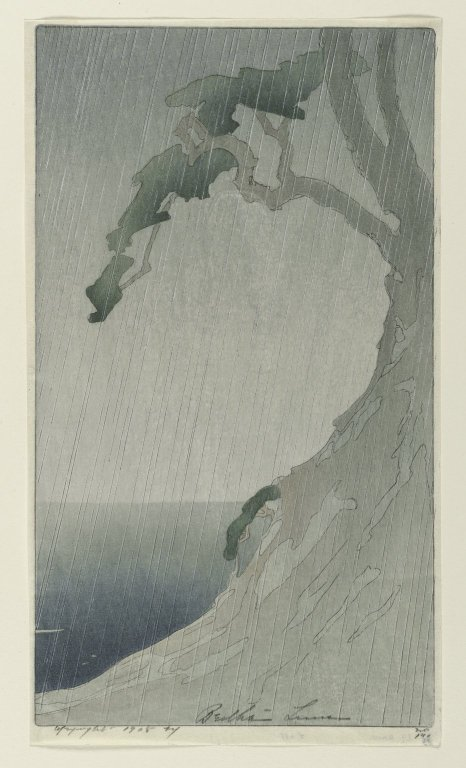
Brooklyn Museum - Pluie.
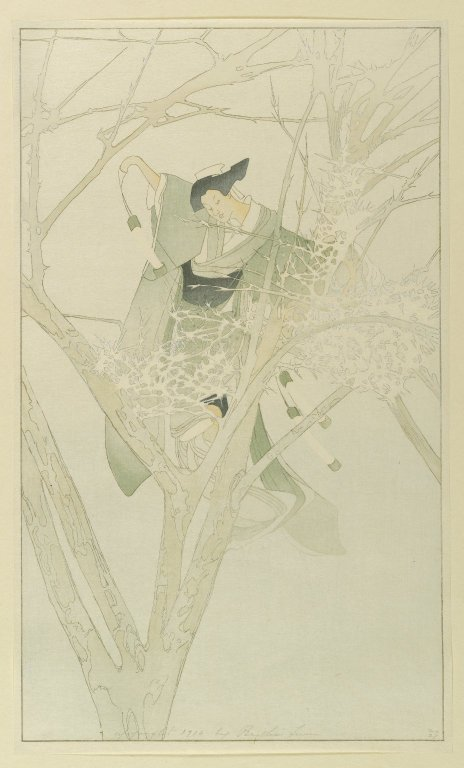
Musée de Brooklyn - Yuki-Anna, la fée du givre.
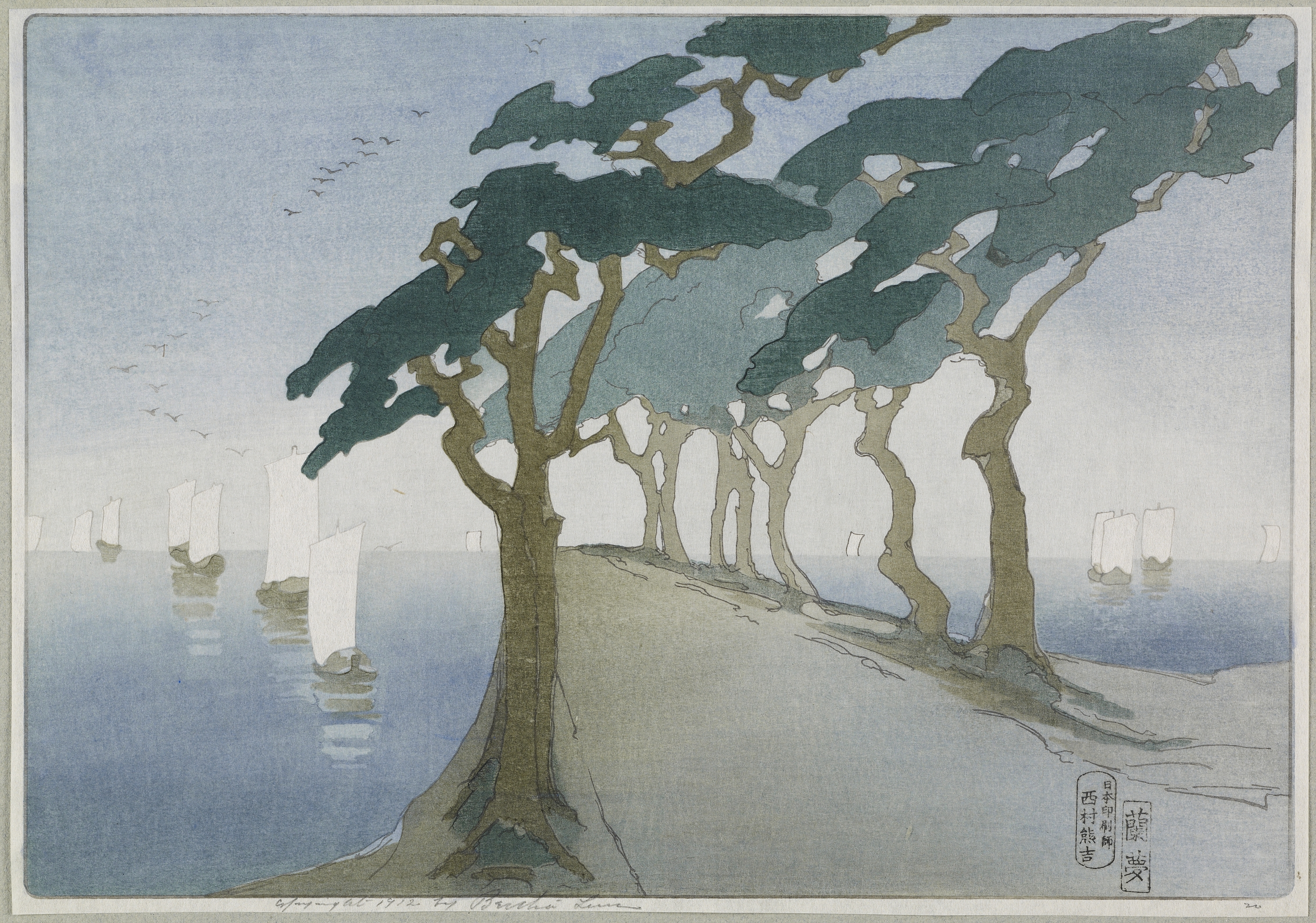
Pins au bord de la mer; 1912; Gravure sur bois en couleur.